# Birgit Michelsson-Ullhammar
Birgit Eivor Michelsson-Ullhammar, född 23 juli 1930 i Delsbo, är en svensk textilkonstnär. Hon är dotter till Olof Michelsson och Anna Larson och var 1959–1975 gift med konstnären Rune Ullhammar. Hon utexaminerades från Högre konstindustriella skolan 1954 och företog därefter studieresor till Nederländerna, Belgien och Finland. Hon tilldelades ett stipendium från Svenska slöjdföreningen för studier i Frankrike 1956 samt stipendium från Gustaf VI Adolfs 70 års fond och tidningen Frihets konststipendium.
Michelsson-Ullhammar medverkade i samlingsutställningar på bland annat De ungas salong, Galleri Brinken och Liljevalchs konsthall samt i Helsingborgsutställningen H55. Bland hennes offentliga arbeten märks en ridå för Bergaskolans aula i Åkersberga. Hennes konst består av applikationer, broderi, vävning samt komposition av mönster för maskinvävda mattor.